# Остергаут
Остергаут (нід. Oosterhout) — муніципалітет і місто у Нідерландах, у провінції Північний Брабант. У 2021 році в муніципалітеті проживало 56 206 осіб.

## Населені пункти
Крім безпосередньо міста Остергаута до складу однойменного муніципалітету входить ще низка населених пунктів, зокрема села Барсхот,  Ден-Гаут та Дорст.

## Галерея

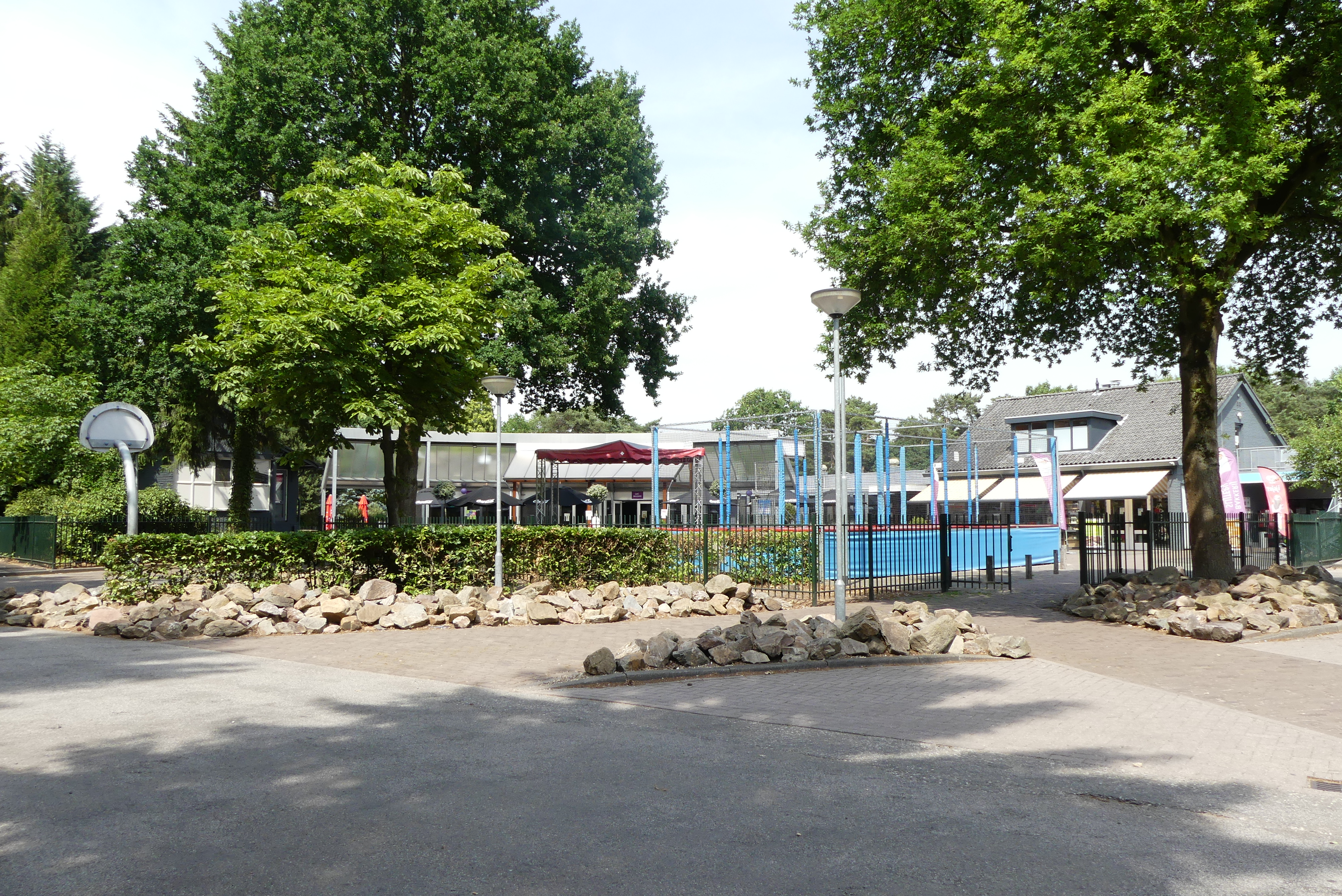
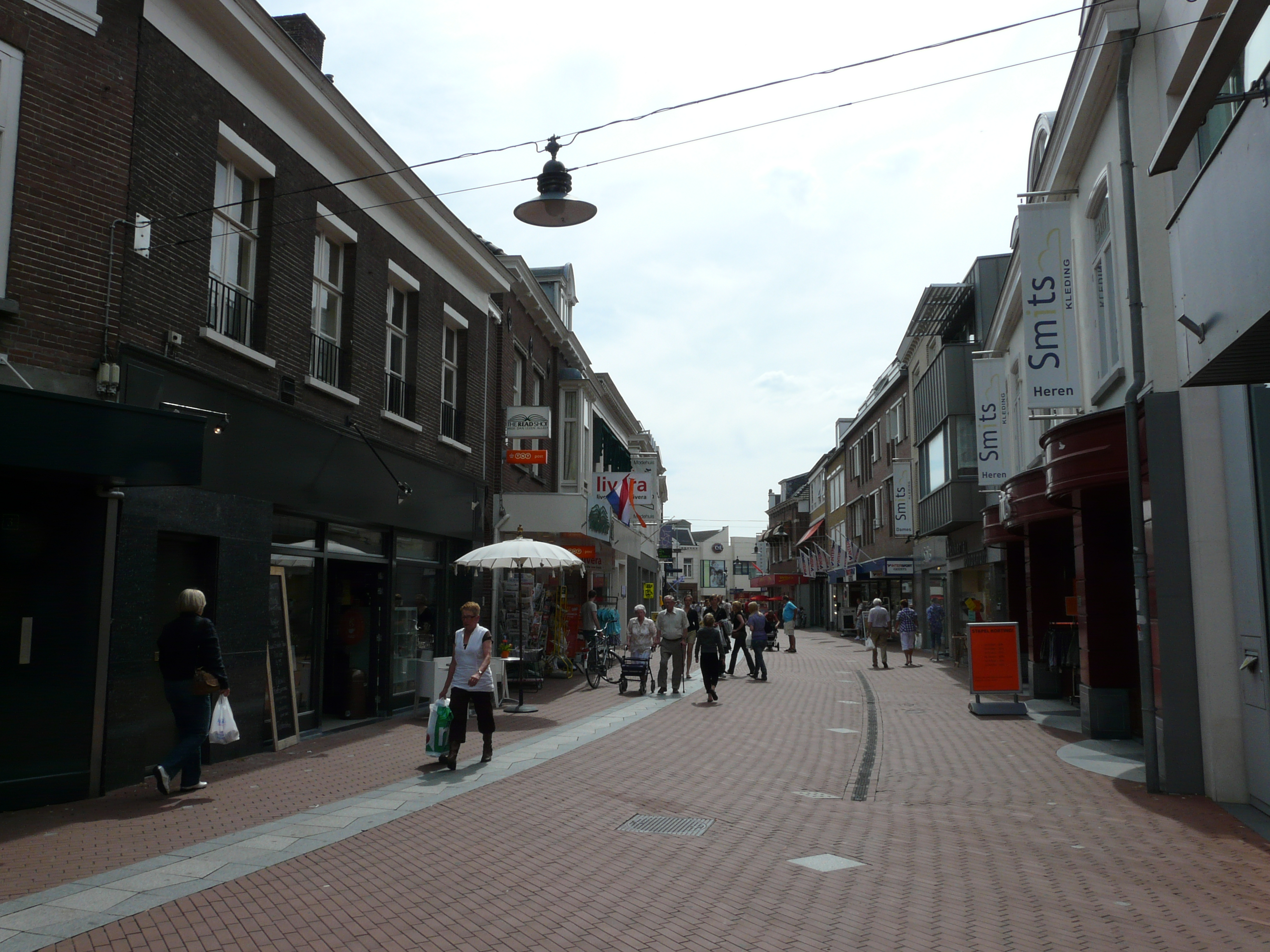
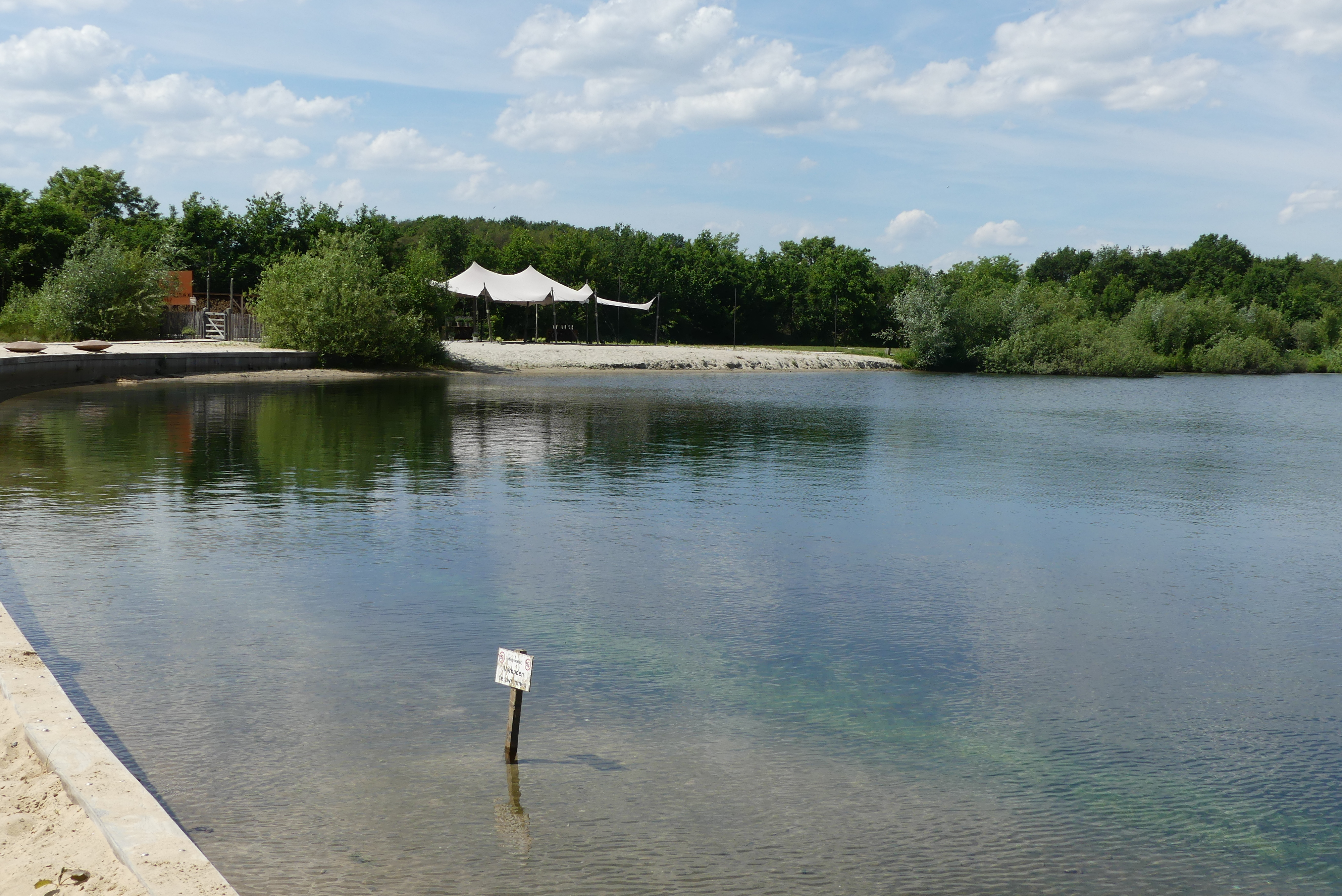

## Визначні уродженці
- Віллем Гендрік де Фріз (1806–1862) — нідерландський ботанік і лікар